# Tant que je vivrai
Tant que je vivrai è un film del 1946 diretto da Jacques de Baroncelli.

## Trama
A seguito di un banale incidente stradale, Ariane si innamora di Bernard Fleuret, un giovane pittore dai polmoni malati.